# Pararaneus
Genre
Pararaneus est un genre d'araignées aranéomorphes de la famille des Araneidae.

## Distribution
Les espèces de ce genre se rencontrent en Afrique et au Proche-Orient.

## Liste des espèces
Selon World Spider Catalog (version 17.0, 25/03/2016) :
- Pararaneus cyrtoscapus (Pocock, 1898)
- Pararaneus perforatus (Thorell, 1899)
- Pararaneus pseudostriatus (Strand, 1908)
- Pararaneus spectator (Karsch, 1885)
- Pararaneus uncivulva (Strand, 1907)

## Publication originale
- Caporiacco, 1940 : Alcuni aracnidi di Somalia. Bollettino del Laboratorio di Zoologia Generale e Agraria della Reale Scuola Superiore d´Agricoltura in Portici, vol. 31, p. 295-305.